# 費無忌
費無忌（？—前515年），《左传》作費無極，中国春秋时期楚國權臣。

## 簡介
楚平王時太子少傅，伍奢為太子太傅。楚平王派費無忌替太子建到秦國去迎接秦女孟嬴來和太子完婚，孟贏甚美，費無忌便勸平王自己娶她，平王十分寵信秦女，費無忌也轉為侍奉平王，由於擔心太子建登基，對自己不利，於是不斷離間平王和太子建。
太子建後來被迫逃亡，伍奢被迫害而死，兒子伍子胥逃走，輾轉逃至吳國。楚昭王元年（公元前515年），費無忌又讒言殺死了伯郤宛，而郤宛的兒子（一說姪子）伯否也逃到了吳國。伍子胥、伯否推動了吳國的軍隊屢次入侵楚國，楚國人向令尹囊瓦（字子常）抱怨，囊瓦殺費無忌平息民怨，將之滅族。
於李壽卿的元曲作品《雜劇·說鱄諸伍員吹簫》裡，費無忌有兒子費得雄。兩者皆為伍子胥殺死。